# Alvito, Bồ Đào Nha
Alvito là một huyện thuộc tỉnh Beja, Bồ Đào Nha. Huyện này có diện tích 267 km², dân số thời điểm năm 2001 là 2688 người.